# Provincia Granada
Provincia Granada este o provincie în Andaluzia, sudul Spaniei. Capitala este Granada.

Diviziunile Provinciei Granada